# 皇家軍事城堡
皇家軍事城堡（Castillo de la Real Fuerza）是古巴首都哈瓦那的一座城堡，位於哈瓦那灣的西側。1982年，皇家軍事城堡作為哈瓦那舊城的一部分被列入世界文化遺產。